# Browningia candelaris
Browningia candelaris ist eine Pflanzenart aus der Gattung Browningia in der Familie der Kakteengewächse (Cactaceae). Das Artepitheton candelaris leitet sich vom lateinischen Wort candela für ‚Kerze‘ ab und verweist auf die kandelaberartige Wuchsform der Art. Ein spanischer Trivialname ist „Chuyachaqui“.

## Beschreibung
Browningia candelaris wächst baumförmig und erreicht Wuchshöhen von bis zu 6 Metern. Der unverzweigte Stamm ist stark bedornt und erreicht Durchmesser von 50 Zentimetern. Die Krone besteht aus fast nicht bedornten, ausgebreiteten bis aufstrebenden, zylindrischen Trieben. Die rund 50 niedrigen Rippen sind gerundet. Die darauf befindlichen Areolen stehen eng beieinander. Die aus den Areolen entspringenden Dornen sind sehr dünn, gelblich braun bis bräunlich schwarz und bis 1,3 Zentimeter lang. Die blühfähigen Triebe sind unbedornt oder tragen einige wenige weißliche Borsten.
Die röhrenförmigen Blüten sind weiß und 8 bis 12 Zentimeter lang. Die essbaren Früchte sind gelb und bis 7 Zentimeter lang.

## Verbreitung, Systematik und Gefährdung
Browningia candelaris ist im Norden Chiles und im Süden Perus an den Hängen der Anden in Höhenlagen von etwa 1800 bis 2800 Metern verbreitet.
Die Erstbeschreibung als Cereus candelaris erfolgte 1833 durch Franz Julius Ferdinand Meyen. Nathaniel Lord Britton und Joseph Nelson Rose stellten die Art 1920 in die Gattung Browningia. Ein weiteres nomenklatorisches Synonym ist Cactus candelaris (Meyen) Meyen (1835).
Es werden folgende Unterarten unterschieden:
- Browningia candelaris subsp. candelaris
- Browningia candelaris subsp. icaensis (F.Ritter) D.R.Hunt

In der Roten Liste gefährdeter Arten der IUCN wird die Art als „Data Deficient (DD)“, d. h. mit keinen ausreichenden Daten geführt.

## Nutzung
Die Früchte werden in Peru als Obst gegessen und zu Shampoo verarbeitet.

## Nachweise